# 合作桥乡
合作桥乡，是中华人民共和国湖南省张家界市永定区下辖的一个乡镇级行政单位。

## 行政区划
合作桥乡下辖以下地区：
合作桥村、覃家山村、花果峪村、官峪村、八家村、北山村、高万村、中山村、岩口村、赵家峪村、王家湾村和南山村。